# Стойко, Юлия Романовна
Юлия Романовна Стойко (укр. Юлія Романівна Стойко; 19 января 1998, Винница, Украина) — украинская боксёрша, чемпионка и обладательница Кубка Украины, бронзовый призёр молодёжного чемпионата мира 2015 года и молодёжного чемпионата Европы 2016 года. Мастер спорта Украины. Тренируется с 2013 года в спортивном клубе «Восход» города Киева под руководством Дмитрия Бутунца, выступает в весовой категории до 69 кг.
На чемпионате Европы 2018 года в 1/8 финала проиграла валлийке Роузи Экклз, на чемпионате мира того же года в первом же бою уступила панамской спортсменке, чемпионке мира 2014 года Атеине Байлон.

## Спортивные результаты
- Чемпионат Украины по боксу среди юниорок 2014 года[4] —
- Чемпионат Украины по боксу среди девушек 2015 года[5] —
- Молодёжный чемпионат мира по боксу 2015 года[6] —
- Чемпионат Украины по боксу среди молодёжи 2015 года[7] —
- Чемпионат Европы по боксу среди молодёжи 2016 года[8] —
- Чемпионат Украины по боксу 2017 года[9] —
- Кубок Украины по боксу 2017 года[10] —
- Чемпионат Украины по боксу 2018 года[11] —
- Международный турнир на призы Марины Вольновой 2018 года[12] —
- Молодёжный чемпионат Украины по боксу 2018 года[13] —
- Чемпионат Украины по боксу 2019 года[14] —